# تخزين الجذور

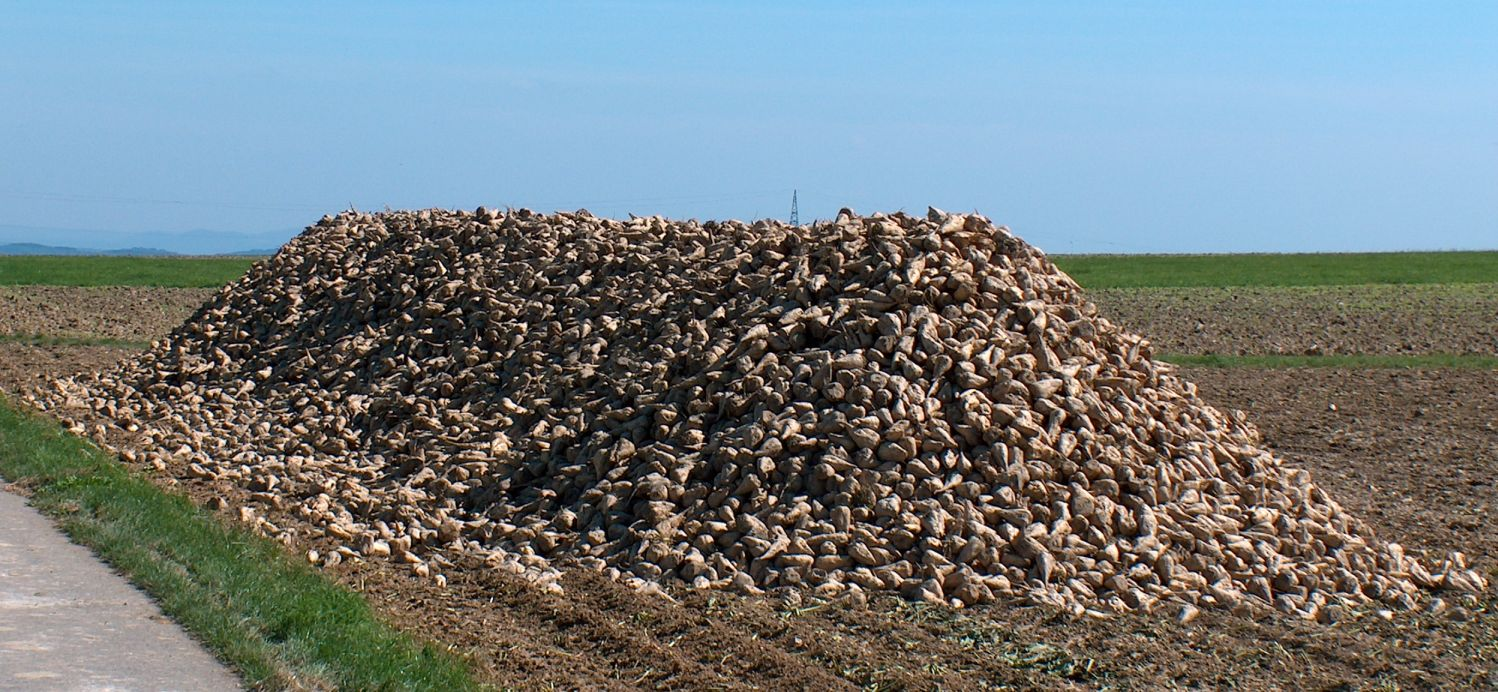
تخزين جذور بنجر السكر غير مغطى

يستخدم تخزين الجذور في الزراعة الصناعية المؤقتة للمحاصيل الجزرية مثل البطاطس واللفت وبنجر العلف وبنجر السكر، تكون الجذور في شكل كومة أو تل محكم من المواد.
تخزبن الجذور يتم من خلال حفر منحدر مستطيلي عميق في الحقل لصنع القاعدة للجذور، تكدس المحاصيل الجذرية داخل القاعدة على ارتفاع حوالى 2 متر (6 اقدام، 7 بوصة). عند الانتهاء من حرث الأرض يتم تخزين الجذور على عمق عدة بوصات ويمكن استخدام القش والقش القديم لحماية السطح من التعرية والأمطار.  
التخزين الجيد للجذور يحفظ الخضروات طازجة وقليلة الرطوبة لعدة أشهر، معظم اماكن تخزين الجذور طويلة نسيبا وضيقة مما  يسمح بإزالة المحاصيل تدريجيا من جانب دون التأثير على باقي الخضروات. تخزين الجذور يسمح للمزارع بإمداد السوق بالخضروات على مدار عدة أشهر.